# Elegantemente rudi
Elegantemente rudi è un album discografico del gruppo musicale italiano Statuto, pubblicato nel 2008 dalla Sony Music.

## Il disco
È il quattordicesimo album musicale e secondo best of degli Statuto, uscito in occasione del venticinquesimo compleanno della mod band torinese.
Contiene 39 tracce musicali divise in due dischi, prese dai maggiori successi dei 25 anni di attività degli Statuto, più una canzone inedite "Qualcuna da Mare".

## Tracce
CD1:
1. Qualcuna da Mare
2. Ghetto
3. Abbiamo Vinto il Festival di Sanremo
4. Piera
5. Ragazzo Ultrà
6. Piazza Statuto
7. Vattene Sceriffo
8. Saluti dal Mare
9. Pugni chiusi
10. Solo Tu
11. L'Attimo Fuggente
12. Se Stiamo In Tre
13. Neanche Lei
14. È Stato
15. Sabato Non È L'unica Notte
16. Un Passo Avanti

CD2:
1. Grande
2. Laura
3. La Mia Radio
4. Un Posto Al Sole
5. Lontana
6. Sole Mare
7. Cos'è?
8. Come Me
9. Vita da Ultrà
10. Bella Come Sei
11. I Campioni Siamo Noi
12. Pazzo
13. Facci Un Goal
14. In Fabbrica
15. Nessuno Come Noi
16. Mentalità da Strada
17. Come Un Pugno Chiuso
18. Se Tu Se Lei
19. Vacanze
20. Qui Non C'è il Mare
21. Io Dio
22. Tu Continuerai
23. IL Futuro Ci Appartiene

## Formazione
- Oscar Giammarinaro - Oskar - cantante
- Giovanni Deidda - Naska - batteria
- Gios - basso
- Valerio Giambelli - Mr.No - chitarra